# دیوید کاتز (بازیکن فوتبال)
دیوید کاتز (انگلیسی: David Coates؛ زادهٔ ۱۱ آوریل ۱۹۳۵) بازیکن فوتبال اهل بریتانیا است.